# Stagnicola oronoensis
Stagnicola oronoensis är en snäckart som först beskrevs av F. C. Baker 1904.  Stagnicola oronoensis ingår i släktet Stagnicola och familjen dammsnäckor. IUCN kategoriserar arten globalt som otillräckligt studerad. Inga underarter finns listade i Catalogue of Life.